# Майорош Емеріх Михайлович
Емеріх Михайлович Майорош (рос. Эмерих Михайлович Майорош; нар. 20 жовтня 1954, Сторожниця, Закарпатська область) — радянський футболіст. Воротар. Грав за команди «Верховина» (Ужгород), СК «Луцьк», «Карпати» (Львів) і «Поділля» (Хмельницький).
Вихованець закарпатського футболу. Виступав за юнацьку збірну СРСР.